# Vinca (color)

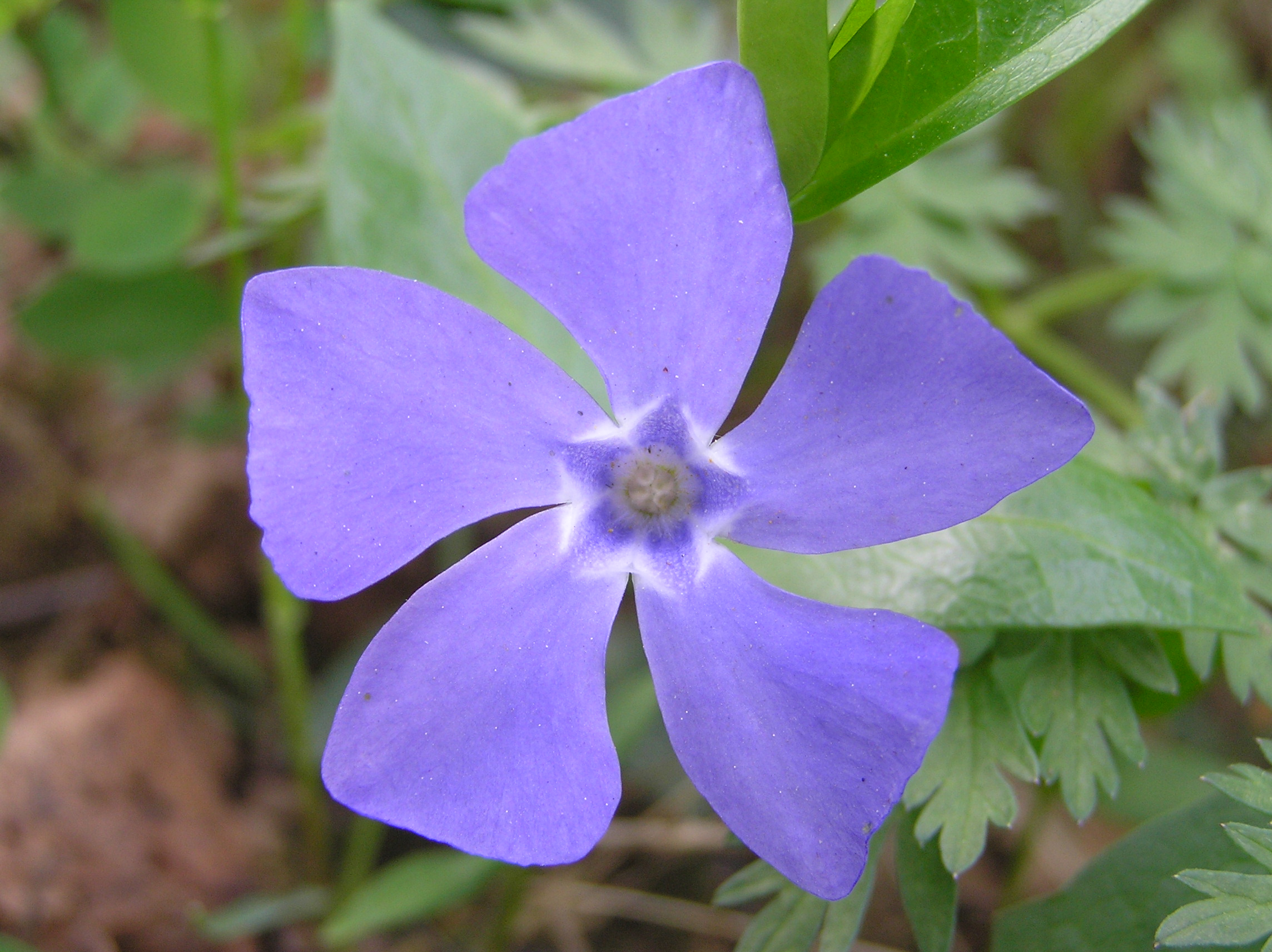
Vinca minor.

El color vinca és una variació del color lavanda. Es tracta d'un color lavanda blavós. És un color insaturat de la família dels blau / indi / violeta. Pot ser considerat com un color indi pastel.
Pren el nom de la flor Vinca minor. Una mostra del color vinca:

## Localització i usos
- Vinca és un dels colors del gènere d'espècies d'herbes tropicals americanes Ageratum.

- Color del càncer d'estómac.

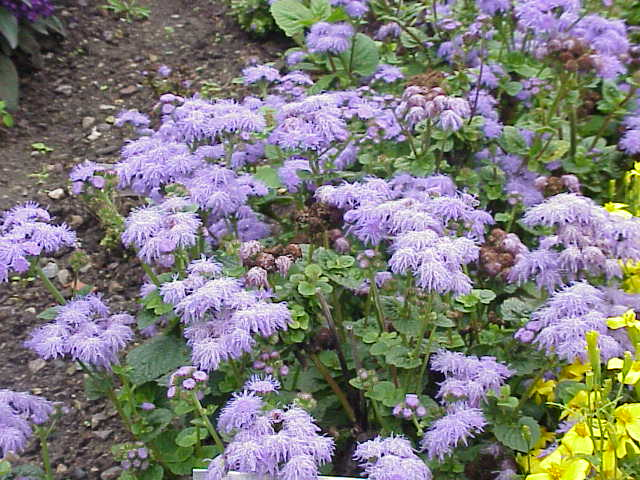
Ageratum.

- S'utilitza com a pigment per a la roba i objectes. En pintura, apareix al cel i als rius.